# The Untouchables (Band)

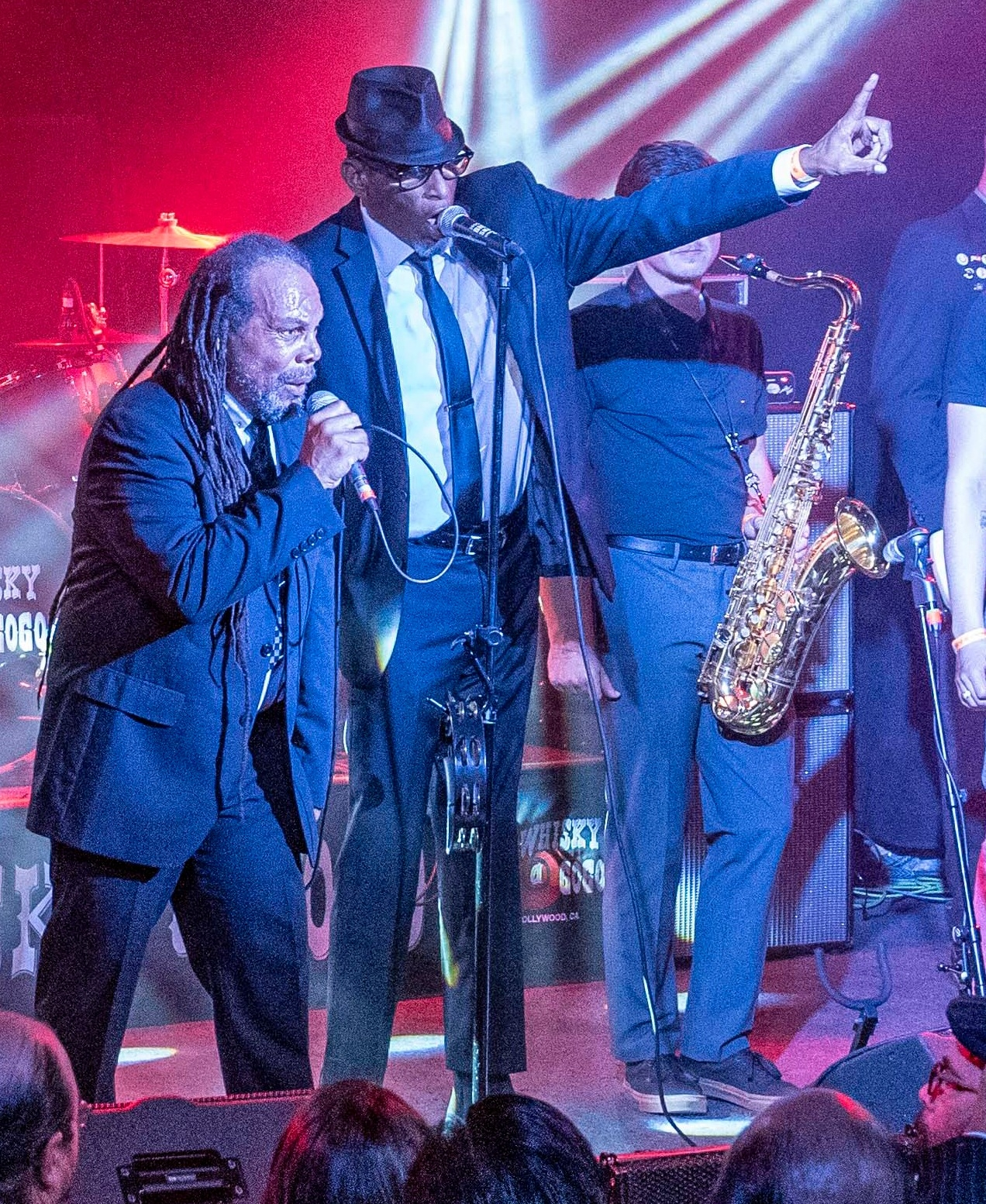
Chuck Askerneese (links) und Jerry Miller (2024)

The Untouchables ist eine Ska- und Pop-Rock-Band aus Silver Lake, Los Angeles, Kalifornien.

## Bandgeschichte
Inspiriert durch die Ska-Revival- und Punkrock-Formation The Boxboys, wurde die Gruppe The Untouchables 1981 gegründet. Da einige der Bandgründer kein Instrument spielen konnten, begannen sie zunächst eines zu lernen oder widmeten sich dem Gesang. Die erste Besetzung bestand aus folgenden Mitgliedern: Kevin Lange (Gesang), Chuck Askerneese (Gesang), Terry Ellsworth (Rhythmus-Gitarre), Clyde Grimes (Gitarre), Rob Lampron (Schlagzeug), Herman Askerneese (Bass) und Jerry Miller (Gesang, Timbales).
In ihrer Anfangszeit war The Untouchables eine West-Coast-Ska-Band, schnell kamen aber Einflüsse aus R&B und Reggae-Rhythmen hinzu. So war das 1984er Debütalbum Live and Let Dance eine Mischung aus Pop-Rock, Ska und Reggae. Inzwischen hatte es auch erste Umbesetzungen gegeben. Neu dabei waren Derek Breakfield (Bass) und Anthony Brewster (Keyboard), die Schlagzeuger und Hornisten wechselten mehrfach. Vom zweiten Album Wild Child (1985), das sich in den UK-Charts platzieren konnte, erreichten die Auskopplungen Free Yourself und I Spy for the FBI Platzierungen in den englischen Single-Charts. Nach der EP Dance Party (1986) machte die Band eine zweijährige Pause.
Mit dem Album Agent 00 Soul, das von Edwin Starrs 1965er Album Agent Double-O-Soul inspiriert war, meldete sich die Gruppe 1988 zurück. Zur Zeit der Aufnahme bestand die Band aus Chuck Askerneese und Jerry Miller (Gesang), Clyde Grimes (Gitarre, Gesang), Derek Breakfield (Bass, Gesang), Anthony Brewster (Keyboard, Gesang) und Willie McNeil (Schlagzeug). Die Platte stieg auf Platz 162 der US-Charts. Der bisher letzte Longplayer, A Decade of Dance Live, erschien 1990.

## Diskografie

### Alben
- 1984: Live and Let Dance
- 1985: Wild Child
- 1985: Free Yourself
- 1988: Agent 00 Soul
- 1990: A Decade of Dance Live

### Kompilationen
- 1992: Cool Beginnings Rare and Unreleased 1981-1983
- 2000: Greatest & Latest: Ghetto Stout

### EPs
- 1986: Dance Party
- 1991: Dance to the Rhythm EP

### Singles
- 1982: Twist ’n’ Shake
- 1983: Tropical Bird
- 1984: Free Yourself
- 1985: I Spy for the FBI.
- 1985: What’s Gone Wrong?
- 1985: Piece of Your Love
- 1986: Freak in the Street
- 1988: Agent 00 Soul